# Kapsu Bay
Kapsu Bay ist eine weite Bucht an der Nordostküste der Insel Neuirland in der gleichnamigen Provinz von Papua-Neuguinea. Sie ist damit Teil des Pazifischen Ozeans.

## Geographie
Die Bucht ist etwa vier Kilometer breit und reicht nur bis zu einen Kilometer tief ins Land hinein. Südlich schließt sich die Lossuk Bay an die Bucht an. Die namensgebende Siedlung Kapsu liegt an der Bucht.

## Geschichte
In der deutschen Kolonialzeit existierte in der Bucht eine Missionsstation, ein Handelsposten und eine Pflanzung von Kokospalmen. Der Hafen der Bucht wurde schon damals als gut bewertet.